# Satz von Burnside
Der Satz von Burnside ist ein Satz aus dem mathematischen Teilgebiet der Gruppentheorie und besagt, dass Gruppen bestimmter Ordnung automatisch auflösbar sind.

## Formulierung
Eine endliche Gruppe der Ordnung
{\displaystyle p^{a}q^{b}},
wobei {\displaystyle p} und {\displaystyle q} Primzahlen und {\displaystyle a} und {\displaystyle b} ganze Zahlen größer gleich 0 sind, ist auflösbar. 
Daher hat jede nichtabelsche endliche einfache Gruppe eine durch mindestens drei verschiedene Primzahlen teilbare Ordnung.

## Geschichte
Der Satz wurde 1904 von William Burnside mittels Darstellungstheorie von Gruppen bewiesen.
Einige Teilergebnisse waren zuvor von Burnside, Jordan und Frobenius erzielt worden. Thompson hat dann auf einen möglichen Beweisgang hingewiesen, der die Verwendung von Darstellungstheorie vermeidet und aus seiner Arbeit über N-Gruppen gewonnen werden könne. Das ist dann von Goldschmidt für Gruppen ungerader Ordnung und von Bender für Gruppen gerader Ordnung ausgeführt worden. Matsuyama hat diese Beweise weiter vereinfacht.

## Skizze des Beweises von Burnside
Die folgende Beweisskizze muss in dieser Kürze lückenhaft bleiben, vermittelt aber einen Eindruck über die verwendeten Methoden. Eine deutschsprachige Ausarbeitung dieses Beweises findet sich im unten angegebenen Lehrbuch von Meyberg.
1. Ist {\displaystyle \chi } ein irreduzibler komplexer Charakter einer endlichen Gruppe {\displaystyle G}, so ist {\displaystyle |K|\chi (k)/\chi (1)} ganz über {\displaystyle \mathbb {Z} }, wobei {\displaystyle k} ein Element der Konjugationsklasse {\displaystyle K} sei.
2. Sind {\displaystyle |K|} und {\displaystyle \chi (1)} teilerfremd, so zeigt man unter Benutzung von 1), dass {\displaystyle \chi (k)} entweder 0 ist oder den Absolutbetrag {\displaystyle \chi (1)} hat.
3. Mittels 2) ergibt sich, dass eine endliche Gruppe nicht einfach sein kann, wenn sie eine nicht-triviale Konjugationsklasse {\displaystyle K} der Mächtigkeit {\displaystyle p^{n}} hat. Nach den Orthogonalitätsrelationen muss es einen nicht-trivialen Charakter mit zu {\displaystyle |K|} teilerfremdem Grad geben, dessen Wert {\displaystyle \chi (k)} zu {\displaystyle p} teilerfremd ist. Nach 2) hat {\displaystyle \chi (k)} den Absolutbetrag {\displaystyle \chi (1)}, was zur Folge hat, dass {\displaystyle k} unter der zu {\displaystyle \chi } gehörigen irreduziblen Darstellung auf ein Vielfaches des identischen Operators abgebildet wird. Die irreduzible Darstellung ist damit nicht-trivial und eindimensional, weshalb der Kern ein nicht-trivialer Normalteiler ist.
4. Die Klassengleichung zeigt nun, dass eine Gruppe der Ordnung {\displaystyle p^{a}q^{b},\,a,b>0} eine nicht-triviale zu {\displaystyle q} teilerfremde Konjugationsklasse hat, die also dann von der Größe {\displaystyle p^{r}} für ein {\displaystyle r>0} sein muss. Nach dem vorangegangenen Schritt folgt, dass {\displaystyle G} nicht einfach sein kann.
5. Induktion über die Gruppenordnung zeigt schließlich, dass jede Gruppe solcher Ordnung nicht-triviale Normalteiler hat und daher die Gruppe auflösbar sein muss.

## Kleinste nicht-auflösbare Gruppe
Nach einem weiteren, einfacheren Satz ist jede Gruppe, deren Ordnung das Produkt dreier Primzahlen ist, ebenfalls auflösbar. Zusammen mit dem Satz von Burnside muss die Ordnung einer nicht-auflösbaren Gruppe daher das Produkt von mindestens vier Primzahlen sein, von denen drei untereinander verschieden sind, das heißt die kleinstmögliche Ordnung ist {\displaystyle 2^{2}\cdot 3\cdot 5=60}. Die Gruppe A5 zeigt, dass es tatsächlich eine nicht-auflösbare Gruppe der Ordnung 60 gibt.